# Big Boy (restaurante)
Big Boy es una cadena de restaurantes de comida rápida que comenzó su operación en 1936 por Bob Wian en la ciudad de Glendale, California con un restaurante denominado Bob's Big Boy. Bob Wian vendió los derechos de la cadena a la Marriott Corporation en el año 1967.  Uno de los operadores de la cadena de franquicias, Elias Brothers, compró la cadena a Marriott Co. en el año 1987, moviendo el cuartel general de la compañía desde Warren, Míchigan y operó la compañía hasta que declaró la bancarrota en 2000. Tras la situación de bancarrota, la cadena fue vendida al inversor Robert Liggett, Jr., que lideró la cadena de restaurantes denominada Big Boy Restaurants International y mantuvo el cuartel general en Warren. La compañía tiene cerca de 455 Big Boy restaurantes en Estados Unidos y Canadá.

## Características
La cadena es conocida por el icono de un niño relleno que lleva en una de sus manos una cheeseburger de gran tamaño, el icono fue inspirado por Richard Woodruff (1932-1986), de Glendale, California. La Warner Bros. hizo un cómic titulado: The Adventures of Big Boy comic book (Libro con las aventuras de Big Boy). La cadena desarrolló una serie de hamburguesas (véase: Historia de la hamburguesa) de gran tamaño que se elaboraban con un pan intermedio, esta idea dio lugar a McDonald's a desarrollar la Big Mac. La cadena de restaurantes ofrece igualmente sándwiches de gran tamaño como el Brawny Lad (un filete ruso cubierto de cebollas).